# توربی
توربی (انگلیسی: Torbay؛ ‏‎/tɔːrˈbeɪ/‎) یک منطقهٔ مسکونی در بریتانیا است که در دوون واقع شده‌است.
توربی ۶۲٫۸۷ کیلومتر مربع مساحت و ۱۳۰٬۹۵۹ نفر جمعیت دارد.

## خواهرخوانده
شهر هاملن خواهرخواندهٔ توربی هست.